# Chelidurella
Chelidurella är ett släkte av tvestjärtar som beskrevs av Verhoeff 1902. Chelidurella ingår i familjen hjärtfottvestjärtar.
Släktet innehåller bara arten Chelidurella acanthopygia.